# Kamenica (Koceljeva)
Kamenica (Servisch cyrillisch Каменица) is een plaats in de Servische gemeente Koceljeva. De plaats telt 696 inwoners (2002).